# Castello di Carew

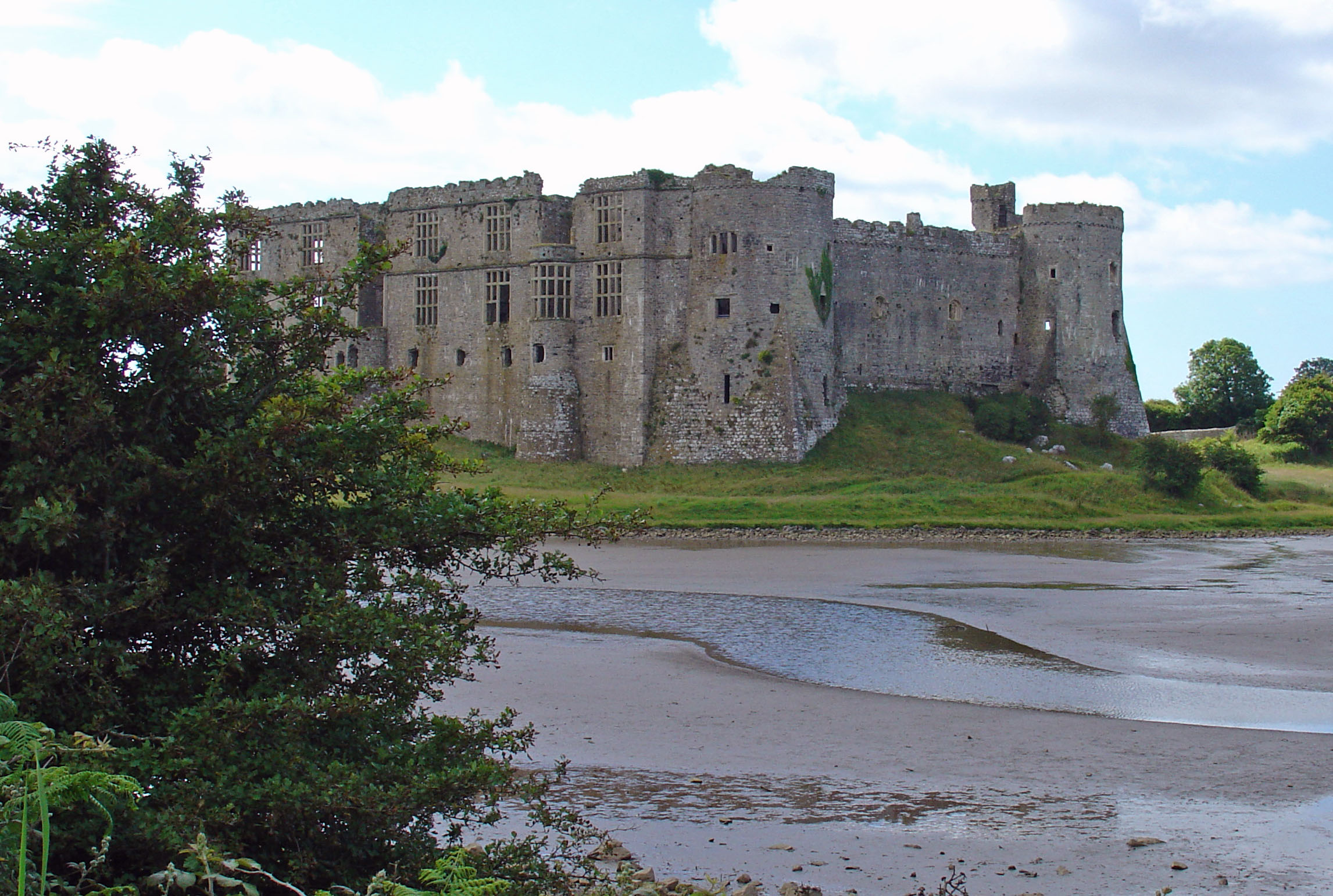
Carew (Galles): il castello

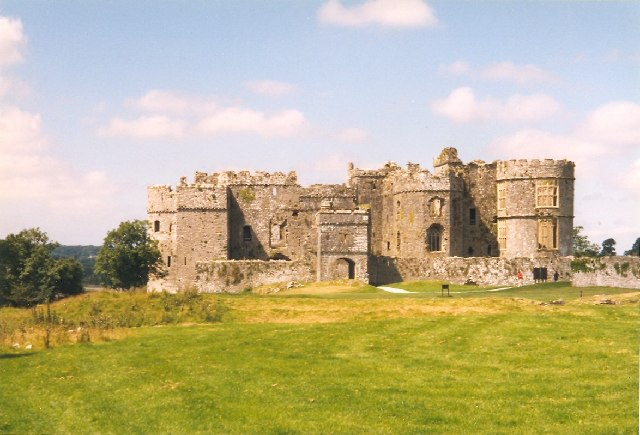
Il castello di Carew visto da est

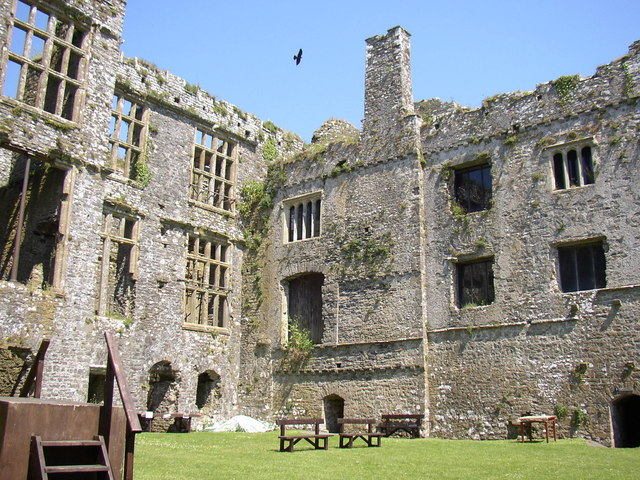
Un'ala interna del castello

Il castello di Carew (in gallese: Castell Caeriw; in inglese: Carew Castle) è un castello in rovina della cittadina gallese di Carew, nel Pembrokeshire (Galles sud-occidentale), eretto agli inizi del XII secolo come fortezza normanna e trasformato successivamente in residenza elisabettiana in stile Tudor. Si tratta di una delle fortezze più imponenti del Galles meridionale.

## Architettura
Il castello di Carew è situato in cima ad una collina lungo il corso del fiume Carew, nei pressi del mulino a marea della città.
Nell'architettura del castello, costruito in arenaria, si evidenziano vari stili architettonici.
Della fortezza originaria rimane soltanto una torre, la cosiddetta Old Tower, situata nell'ala orientale, mentre tre torri e la cappella sono originarie del XIII secolo.
L'attuale entrata del castello è situata nell'ala orientale.
All'entrata del castello si trova, la cosiddetta croce di Carew (Carew Cross), una croce celtica alta circa 4 metri e risalente all'XI secolo.
All'interno del castello vivono varie specie di pipistrelli, tra cui una specie protetta, il rinolofo maggiore.
Nei mesi estivi, all'esterno del castello si svolgono spettacoli teatrali e rievocazioni di eventi bellici.

## Storia
Nel luogo dove ora sorge il castello di Carew fu costruito nell'Età del Bronzo un forte con cinque fossati.
La fortezza originaria, un motte e bailey, fu costruita intorno all'anno 1100 per volere di Gerald di Windsor, conestabile del Pembrokeshire alle dipendenze di re Enrico I d'Inghilterra. Il sito era stato donato a Gerarld in dote nel 1095, quando sposò Helen Nest, figlia di Rhys ap Tewdwr, ultimo re gallese, e considerata la donna più bella del Galles.
Nel 1109, il figlio di un principe gallese, Owain ap Cadwgan, affascinato dalla bellezza di Nest, scalò - a quanto si dice - le mura del castello, riuscendo a rapirla. Soltanto sei anni dopo, Gerald di Windsor sarebbe riuscito a riprendersi sua moglie, dopo aver ucciso Owain in battaglia.
Nella metà del XII secolo, il figlio di Gerald, William, che aveva assunto il nome di "de Carew", fece incorporare nell'edificio un'ampia sala.
Le prime menzioni del castello risalgono tuttavia al 1212, quando vi soggiornò re Giovanni, durante il suo viaggio verso l'Irlanda.
Nel corso del XIII secolo, il castello fu completamente ricostruito per volere di Sir Nicholas Carew.
La potente famiglia Carew fu però costretta, a causa di problemi finanziari seguiti alla pestilenza nota come Black Death, ad ipotecare il castello nel 1480. Il nuovo proprietario divenne così Rhys ap Thomas, che aveva acquisito potere sostenendo i re di York durante la Guerra delle due rose.: quest'ultimo (che nel 1531 sarebbe stato condannato da re Enrico VII d'Inghilterra per alto tradimento) ordinò l'ampliamento del castello, facendovi aggiungere lussuosi appartamenti in stile Tudor.
Nel 1558 il castello fu affittato da Sir John Perrot, che era ritenuto uno dei figli illegittimi di re Enrico VIII d'Inghilterra.
Perrot fece intraprendere nuovi lavori di ristrutturazione, che portarono alla demolizione della torre dell'ala nord-orientale e della muraglia settentrionale e alla realizzazione di varie stanze. Perrot non fece però in tempo a veder terminati i lavori, in quanto morì per cause naturali nella Torre di Londra, dopo essere stato condannato per alto tradimento nel 1591.
Nel 1607 il castello tornò di proprietà della famiglia Carew.
Tra i proprietari del castello nel corso del XII castello, vi sarebbe stato Sir Roland Rhees, noto per la sua crudeltà. Stando a quanto si tramanda Rhees, era proprietario di una bertuccia di nome Satana, che una notte avrebbe liberato per inseguire un commerciante, presentatosi al castello con la metà del denaro dovuto, e che sarebbe poi morto per lo spavento.
Nel corso della guerra civile inglese, il castello di Carew fu però occupato sia dalle truppe monarchiche che da quelle repubblicane e tornò nuovamente ad essere occupato dalla famiglia Carew nel 1660.
Nel 1688/1690 il castello fu definitivamente abbandonato dalla famiglia Carew, che si trasferì a Crowcombe Court, nel Somerset .
|  |

## Leggende
Il castello sarebbe abitato da tre fantasmi, tra cui quello di Helen Nest e quello di Roland Rhees.